# Европско првенство у атлетици у дворани 2017 — 3.000 метара за жене
Такмичење у трчању на 3.000 метара у женској конкуренцији на 34. Европском првенству у дворани 2017. у Београду одржано је 3. и 5. марта у Комбанк арени.
Титулу освојену у Прагу 2015. није бранила Јелена Коропкина из Русије због суспензије руских атлетичара.

## Земље учеснице
Учествовале су 17 такмичарки из 9 земаља.
1. Белорусија (1)
2. Италија (1)
3. Немачка (2)
4. Румунија (2)
5. Турска (3)
6. Уједињено Краљевство (3)
7. Холандија (1)
8. Шведска (1)
9. Шпанија (3)

## Рекорди
| Рекорди пре почетка Европског првенства 2017.     | Рекорди пре почетка Европског првенства 2017. | Рекорди пре почетка Европског првенства 2017. | Рекорди пре почетка Европског првенства 2017. | Рекорди пре почетка Европског првенства 2017. | Рекорди пре почетка Европског првенства 2017. |
| ------------------------------------------------- | --------------------------------------------- | --------------------------------------------- | --------------------------------------------- | --------------------------------------------- | --------------------------------------------- |
| Светски рекорд                                    | Гензебе Дибаба                                | Етиопија                                      | 8:16,60                                       | Стокхолм, Немачка                             | 8. фебруар 2014.                              |
| Европски рекорд                                   | Лора Мјур                                     | Велика Британија                              | 8:26,41                                       | Карлсруе, Немачка                             | 4. фебруар 2017.                              |
| Рекорди европских првенстава                      | Френанда Рибеиро                              | Португалија                                   | 8:39,49                                       | Стокхолм, Шведска                             | 9. март 1996.                                 |
| Најбољи светски резултат сезоне у дворани         | Лора Мјур                                     | Велика Британија                              | 8:26,41                                       | Карлсруе, Немачка                             | 4. фебруар 2017.                              |
| Најбољи европски резултат сезоне у дворани        | Лора Мјур                                     | Велика Британија                              | 8:26,41                                       | Карлсруе, Немачка                             | 4. фебруар 2017.                              |
| Рекорди после завршеног Европског првенства 2017. |                                               |                                               |                                               |                                               |                                               |
| Рекорди европских првенстава                      | Лора Мјур                                     | Велика Британија                              | 8:35,67                                       | Београд, Србија                               | 5. март 2017.                                 |

## Најбољи европски резултати у 2017. години
Десет најбољих европских такмичарки у трци на 3.000 метара у дворани 2017. године пре почетка првенства (3. марта 2017), имале су следећи пласман на европској и светској ранг листи. (СРЛ),
| 1.  | Лора Мјур              | Велика Британија | 8:25,41 | 4. фебруар  | 1. СРЛ, ЕР  |
| 2.  | Сифан Хасан            | Холандија        | 8:30,76 | 18. фебруар | 3. СРЛ      |
| 3.  | Мераф Бахта            | Шведска          | 8:43,00 | 18. фебруар | 6. СРЛ      |
| 4.  | Ајлиш Маколган         | Велика Британија | 8:43,02 | 18. фебруар | 7. СРЛ      |
| 5.  | Морин Костер           | Холандија        | 8:44,63 | 18. фебруар | 8. СРЛ      |
| 6.  | Софија Енуји           | Пољска           | 8:45,29 | 18. фебруар | 9. СРЛ      |
| 7.  | Стефани Твел           | Велика Британија | 8:43,02 | 18. фебруар | 11. СРЛ     |
| 8.  | Клаудија Бобоча        | Румунија         | 8:51,58 | 4. фебруар  | 16. СРЛ     |
| 9.  | Констанце Клостералфен | Немачка          | 8:51,75 | 4. фебруар  | 17. СРЛ     |
| 10. | Љуиза Гега             | Албанија         | 8:52,53 | 10. фебруар | 19. СРЛ, НР |

Такмичарке чија су имена подебљана учествовале су на ЕП.

## Сатница
| Датум         | Време | Ниво          |
| ------------- | ----- | ------------- |
| 3. март 2017  | 12:15 | Квалификације |
| 5. март 2017. | 16:30 | Финале        |

## Квалификациона норма
| дворана | отворено |
| ------- | -------- |
| 9:15,00 | 9:00,00  |

## Освајачи медаља
|                                  |                      |                                       |
| Лора Мјур · Уједињено Краљевство | Јасемин Џан · Турска | Ајлиш Маколган · Уједињено Краљевство |

## Резултати

### Квалификације
У финале пласирале су по 4 првопласиране из обе квалификационе групе (КВ) и 4 на основу постигнутог резултата (кв).,,
| Пласман | Група | Стаза | Атлетичарка       | Земља                | ЛР      | ЛРС     | Резултат | Белешка |
| ------- | ----- | ----- | ----------------- | -------------------- | ------- | ------- | -------- | ------- |
| 1.      | 2     | 5     | Јасемин Џан       | Турска               | 9:03,01 |         | 8:52,33  | КВ, ЛР  |
| 2.      | 2     | 7     | Стефани Твел      | Уједињено Краљевство | 8:45,95 | 8:45,95 | 8:55,02  | КВ      |
| 3.      | 2     | 2     | Шарлота Фоугберг  | Шведска              | 9:01,33 | 9:01,82 | 8:55,21  | КВ, ЛР  |
| 4.      | 2     | 1     | Алина Рех         | Немачка              | 8:53,56 | 8:53,56 | 8:55,23  | КВ      |
| 5.      | 2     | 3     | Лора Мјур         | Уједињено Краљевство | 8:26,41 | 8:26,41 | 8:55,56  | кв      |
| 6.      | 2     | 6     | Ана Лозано        | Шпанија              | 9:03,29 | 9:03,29 | 8:56,01  | кв, ЛР  |
| 7.      | 1     | 4     | Морин Костер      | Холандија            | 8:44,63 | 8:44,63 | 8:57,52  | КВ      |
| 8.      | 1     | 7     | Ајлиш Маколган    | Уједињено Краљевство | 8:43,02 | 8:43,02 | 8:57,85  | КВ      |
| 9.      | 1     | 1     | Ђулија Виола      | Италија              | 8:56,23 | 9:04,18 | 8:57,86  | КВ, ЛРС |
| 10.     | 1     | 6     | Нурија Фернандез  | Шпанија              | 8:49,49 | 9:01,42 | 8:58,20  | КВ, ЛРС |
| 11.     | 1     | 2     | Хана Клајн        | Немачка              | 8:57,86 | 8:57,86 | 8:58,45  | кв      |
| 12.     | 2     | 8     | Анкута Бобочел    | Румунија             | 8:52,86 | 9:10,09 | 8:58,91  | кв, ЛРС |
| 13.     | 2     | 4     | Свјатлана Куџелич | Белорусија           | 8:48,02 | 9:12,08 | 9:03,21  | ЛРС     |
| 14.     | 1     | 5     | Роксана Барка     | Румунија             | 9:02,35 | 9:11,85 | 9:13,36  |         |
| 15.     | 1     | 3     | Бланка Фернандез  | Шпанија              | 9:06,92 | 9:06,92 | 9:13,38  |         |
| 16.     | 2     | 9     | Тугба Гувенч      | Турска               | 9:07,09 | 9:07,09 | 9:35,86  |         |
| 17.     | 1     | 8     | Емине Хатун Туна  | Турска               | 9:07,08 | 9:07,08 | 9:36,78  |         |

Подебљани лични рекорди су и национални рекорди земље коју такмичарка представља

### Финале
Такмичење је одржано 5. марта 2017. године у 16:30.
| Пласман | Атлетичарка      | Земља                | Резултат | Белешка |
| ------- | ---------------- | -------------------- | -------- | ------- |
|         | Лора Мјур        | Уједињено Краљевство | 8:35,67  | РЕП     |
|         | Јасемин Џан      | Турска               | 8:43,46  | НР, ЛР  |
|         | Ајлиш Маколган   | Уједињено Краљевство | 8:47,43  |         |
| 4.      | Морин Костер     | Холандија            | 8:48,99  |         |
| 5.      | Стефани Твел     | Уједињено Краљевство | 8:50,40  |         |
| 6.      | Ана Лозано       | Шпанија              | 8:55,20  | ЛР      |
| 7.      | Ђулија Виола     | Италија              | 8:56,19  | ЛР      |
| 8.      | Алина Рех        | Немачка              | 8:57,87  |         |
| 9.      | Хана Клајн       | Немачка              | 8:58,57  |         |
| 10.     | Нурија Фернандез | Шпанија              | 9:05,17  |         |
| 11.     | Анкута Бобочел   | Румунија             | 9:05,74  |         |
| 12.     | Шарлота Фоугберг | Шведска              | 9:09,53  |         |

### Пролазна времена финалне трке
| Дистанца | Атлетичарка | Држава | Време   |
| -------- | ----------- | ------ | ------- |
| 1.000 м  | Јасемин Џан | Турска | 2:59,98 |
| 2.000 м  | Јасемин Џан | Турска | 5:50,98 |